# Robert Denis
Robert Denis (Bütgenbach, 19 maart 1940 - Luik, 2 februari 2024) was een Belgisch volksvertegenwoordiger en burgemeester.

## Levensloop
Denis promoveerde tot doctor in de veeartsenijkunde en tot licentiaat hygiëne en technologie van voedingswaren van dierlijke oorsprong. Hij werd inspecteur-generaal van het Instituut voor veterinaire controle.
Voor de PRL werd Denis in 1976 verkozen tot gemeenteraadslid van Malmedy, waar hij van 1982 tot 2006 burgemeester was. Onder zijn burgemeesterschap groeide Malmedy uit tot een regionale economische draaischijf en nam hij initiatieven om de slachtoffers van de bloedige bombardementen op de stad aan het einde van de Tweede Wereldoorlog in 1944 te herdenken. In 2006 verliet Denis de lokale politiek en in 2016 werd hem de titel van ereburgemeester toegekend.
Ook was hij van 1987 tot 1995 provincieraadslid van Luik. Vervolgens zetelde Denis van 1995 tot 2007 voor de PRL en daarna de MR in de Kamer van volksvertegenwoordigers, van 1995 tot 2003 voor het arrondissement Verviers en van 2003 tot 2007 voor de kieskring Luik. In de Kamer was hij van 1999 tot 2003 ondervoorzitter en legde hij een productieve activiteit aan de dag, met name in de commissies Landsverdediging en Volksgezondheid. Ook toonde hij belangstelling voor landbouwdossiers en pleitte hij voor een heroriëntering van het Gemeenschappelijk landbouwbeleid van de Europese Unie, met als doel om de voedselveiligheid te garanderen en de inkomsten van landbouwers te verhogen.